# جدجد جزري
جدجد جزري (الاسم العلمي:Gryllus insularis) هو نوع من الحشرات يتبع جنس الجدجد من فصيلة الجداجد الحقيقية.